# Catedral de San Pedro Encadenado (Peterborough)
La catedral de San Pedro Encadenado (en inglés: Cathedral of Saint Peter-in-Chains) es una catedral católica en Peterborough, en la provincia de Ontario, Canadá. La catedral es parte de la diócesis de Peterborough. La parroquia fue establecida en 1826 para servir a la población irlandesa muy numerosa en la zona. Cuando la Diócesis se estableció en 1882 la parroquia se convirtió en una catedral. El edificio actual fue construido en 1837 y 1838 en el estilo neogótico entonces popular en el Alto Canadá; es una de las iglesias católicas más antiguas que quedan en Ontario. Según informes la catedral fue construida bajo el diseño del arquitecto James Chevette.[cita requerida]